# Herbert West, rianimatore
Herbert West, rianimatore (Herbert West, Reanimator) è un racconto horror dello scrittore statunitense Howard Phillips Lovecraft. Scritto tra l'ottobre 1921 e il giugno 1922, è l'unico racconto di Lovecraft scritto su commissione per una rivista e fu pubblicato nel luglio 1922 sulla rivista amatoriale Home Brew in sei parti:
1. From the Dark
2. The Plague Demon
3. Six Shots by Moonlight
4. The Scream of the Dead
5. The Horror from the Shadows
6. The Tomb-Legions

La prima edizione in italiano risale al 1966.
Dal racconto sono stati tratti due fumetti e il film Re-Animator (1985), che ha avuto due seguiti.

## Trama
Lovecraft in origine aveva pubblicato in sei puntate la storia in Home Brew (vol. 1, n. 1–6), una rivista amatoriale pubblicata dal suo amico George Julian Houtain.
From the Dark
Il narratore è un medico che aveva frequentato la facoltà di medicina con il protagonista, che inizia il racconto informando il lettore della recente scomparsa di Herbert West. Il narratore continua raccontando il suo primo incontro con Herbert West quando erano entrambi giovani studenti di medicina, e di come il narratore fosse rimasto affascinato dalle teorie di West, secondo le quali il corpo umano non fosse altro che una macchina organica complessa in grado di esser fatta “ripartire”. West inizialmente tenta di provare questa ipotesi, ma senza successo, per cui realizza la necessità di eseguire i test su soggetti umani. I due uomini sottraggono diversi materiali dalla facoltà di medicina, e con questi allestiscono un laboratorio in una fattoria abbandonata. Inizialmente, i due pagano un gruppo di persone per riesumare cadaveri, ma dato che nessuno dei loro esperimenti si conclude con un successo, i due iniziano a dissotterrare cadaveri personalmente. Una notte, West e il narratore sottraggono il cadavere di un operaio edile morto in un incidente la mattina stessa, lo portano al loro laboratorio e gli iniettano il siero di West, senza apparente risultato. Più tardi, un grido inumano proveniente dalla stanza in cui si trovava il cadavere fa fuggire istintivamente i due studenti. Durante la fuga, West urta una lanterna, causando l'incendio della fattoria-laboratorio, da cui West e il narratore riescono a scampare. Il giorno seguente, ciononostante, i giornali riportano di una tomba profanata violentemente durante la notte, come dagli artigli di una belva.
The Plague-Daemon
È trascorso del tempo da quando West e il narratore hanno resuscitato il cadavere della vittima di un incidente. Dato che la fattoria-laboratorio è andata distrutta in un incendio, West non riesce a condurre la maggior parte dei suoi esperimenti, e dato che il rettore Dean Halsey gli nega l'accesso ai cadaveri umani e al laboratorio di anatomia, le sue ricerche diventano difficili. Per un colpo di fortuna, scoppia un'epidemia di tifo, e West e il narratore vengono chiamati a dare una mano dato il gran numero di vittime. West, trovandosi finalmente circondato da molti morti e moribondi, inizia a iniettare ai pazienti un nuovo siero, che non sembra avere effetti, se non quello di far aprire gli occhi ad alcuni cadaveri. Halsey soccombe al tifo, e come atto di contorto rispetto per il suo rivale, West ne ruba il cadavere per rianimarlo. West e il narratore portano il corpo di Halsey nella stanza che West ha in una pensione, dove gli iniettano il nuovo siero. Halsey si rianima in effetti, ma risulta inspiegabilmente meno intelligente e più violento dei suoi esperimenti precedenti. Halsey colpisce West e il narratore riducendoli all'incoscienza, per poi abbandonarsi alla follia omicida, picchiando a morte più di una decina di persone prima di essere finalmente catturato dalla polizia. Il cannibale omicida viene presto internato in un manicomio poco lontano.
Six Shots by Moonlight
Finalmente laureati, West e il narratore iniziano la pratica medica nella piccola cittadina di Bolton, nel New England, dove acquistano una casa vicino al cimitero, in modo da avere accesso a un buon numero di cadaveri. Ancora intenzionati a rianimare un essere umano, West e il narratore richiedono il cadavere di un campione di boxe, morto per una ferita alla testa in un combattimento clandestino. Gli uomini che avevano scommesso sull'incontro si adoperano per permettere a West di portar via il cadavere, liberandoli così della prova di un crimine; West e il narratore, felici, si affrettano a portare il corpo nel laboratorio di West per iniettargli una nuova formulazione del siero. Non accadendo alcunché, West e il narratore portano il corpo in un prato e lo seppelliscono. Diversi giorni dopo, nella cittadina scompare un bambino. La madre muore durante un attacco isterico, e il padre cerca di uccidere West in preda alla rabbia, accusandolo di non aver salvato la moglie. Quella notte, West e il narratore vengono svegliati da un furioso bussare alla porta sul retro. Aperta la porta, West e il narratore si trovano faccia a faccia con il cadavere del pugile, coperto di terra e sporcizia, chino all'ingresso posteriore. Dalla sua bocca penzola il braccino di un bambino. Quasi all'istante, West scarica il suo revolver nel corpo del cadavere.
The Scream of the Dead

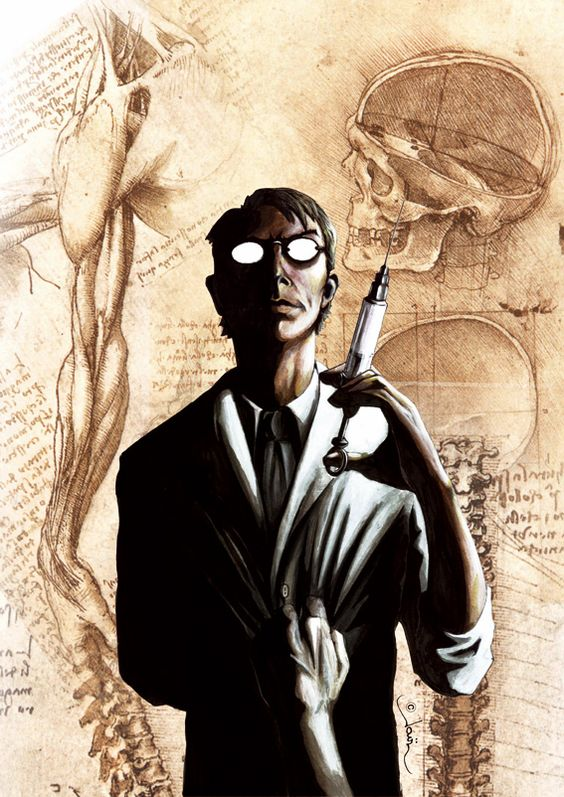
Doctor Herbert West, illustrazione di Javier García Ureña.

Qualche tempo dopo che West ha ucciso il pugile rianimato, il narratore torna a casa da una vacanza, per scoprire il cadavere perfettamente conservato di un uomo nella casa sua e di West. West spiega al narratore che, durante la sua assenza, ha perfezionato un tipo di fluido per imbalsamazione in grado di conservare perfettamente i cadaveri così come sono nel momento in cui la sostanza gli viene iniettata nelle vene; iniettata nel preciso istante della morte, la sostanza impedisce persino l'inizio della decomposizione. West rivela al narratore che il cadavere nella loro casa appartiene a un commesso viaggiatore che aveva avuto un attacco di cuore durante una visita medica; essendo morto sotto i suoi occhi, West è stato in grado di conservarlo con il suo fluido per imbalsamazione, ed ha in seguito atteso il ritorno del narratore per rianimare il cadavere insieme a lui. West inietta il suo ultimissimo siero nell'uomo, facendo apparire gradualmente segni di vita. Quando il narratore inizia a far domande all'uomo, questi sembra articolare parole razionali ed intenzionali. Subito prima di morire definitivamente, l'uomo inizia a gridare e ad agitarsi violentemente, rivelando in un grido agghiacciante che West è, di fatto, il suo assassino.
The Horror From the Shadows
Trascorsi cinque anni dalla temporanea rianimazione del commesso viaggiatore, West parte per la Grande Guerra nell'intento di procurarsi ancora cadaveri. In servizio come medico nelle Fiandre durante la Prima Guerra Mondiale, West va oltre al semplice tentativo di rianimare cadaveri; i suoi esperimenti ora includono anche il tentativo di rianimare parti isolate, nell'intento di dimostrare la natura meccanica del corpo umano. Sul campo di battaglia, West diviene amico del suo ufficiale in comando, il maggiore Sir Eric Moreland Clapham-Lee, medico a sua volta, e condivide con lui le sue teorie e i suoi metodi di rianimazione. Poco dopo, Clapham muore in seguito all'abbattimento del suo aereo (assieme al pilota, tenente Ronald Hill). West inizia subito a lavorare sul suo corpo. Clapham è stato quasi decapitato nello schianto, così West completa il lavoro e inietta il suo siero nel tronco, mentre mette la testa in una tinozza (West non riesce a usare il corpo di Hill, fatto a pezzi nello schianto). Il corpo si rianima e inizia ad agitarsi violentemente, rivivendo gli ultimi istanti della sua vita. La testa ferita di Clapham inizia a parlare dall'altra parte della stanza, gridando “Salta, Ronald, per l'amor di Dio, salta!”. Proprio in quel momento l'edificio viene distrutto da una bomba. West e il narratore sopravvivono, ma dell'ufficiale non rimane traccia. I due presumono che sia stato vaporizzato dall'esplosione, anche se da allora West parla con timore di un dottore senza testa con il potere della rianimazione.
The Tomb-Legions
Un anno dopo essere tornato dalla Prima Guerra Mondiale, West, che a detta del narratore ha sviluppato teorie ancora più perverse, si trasferisce in una casa direttamente connessa con un antico sistema di catacombe utilizzate come tombe dai primi colonizzatori. Una notte, leggendo il giornale, West trova un articolo che parla di una serie di eventi strani e apparentemente insensati, connessi con una rivolta scoppiata in un manicomio. Un uomo con la testa di cera (Clapham), seguito da un gruppo di cercatori, persone dall'aspetto inquietante che trasportavano una scatola, che chiede che l'assassino cannibale (Halsey), rinchiuso nel manicomio sedici anni prima, sia rilasciato con lui. I testimoni sostengono che la voce non provenga da lui, dato che né le sue labbra, né la sua faccia di cera si muovono, ma sembra parlare come un ventriloquo. Quando agli invasori viene negate lo scambio per l'assassino, questi lo prendono con la forza. West trascorre il resto della notte in stato quasi catatonico, finché qualcuno giunge alla porta. Il narratore risponde solo per trovare un gruppo di uomini. Una delle figure dà al narratore la grande scatola, e il narratore, a sua volta, la dà a West. West si rifiuta di aprire la scatola e insiste che venga incenerita. I due uomini portano la scatola nel sotterraneo e la bruciano. Appena la scatola prende fuoco, gli zombie scivolano attraverso i muri della casa di West tramite le catacomba a cui questa è collegata. Completamente disinteressati al narratore, gli zombie attaccano West. Comprendendo che la propria morte è imminente, West permette agli zombie di sbudellarlo. Come insulto finale, il maggiore Clapham-Lee decapita il cadavere di West prima di condurre la sua armata di zombie attraverso la notte. Il narratore non rivela molto alla polizia riguardo alla scomparsa di Herbert West, e questi rifiutano di credere alle informazioni rivelate dal narratore, dato che il muro delle catacombe sembra intatto. Il narratore sarà per sempre tormentato, considerato pazzo, per la sua conoscenza di ciò che è accaduto, e per la mancanza di decisione nei confronti dei cadaveri resuscitati.

## Influenza culturale
Con un'escalation di follia questo racconto rappresenta uno dei massimi livelli creativi con cui lo scrittore di Providence rappresenta il tema horror degli zombie. Considerando l'anno in cui è stato concepito, può essere considerato uno dei precursori di quelli che saranno poi i racconti e i film ispirati a questo genere. Fino ad allora gli zombie venivano raccontati in maniera più leggendaria utilizzando il voodoo come capro espiatorio per la rianimazione dei corpi; Lovecraft scardina questo cliché letterario, per proiettare il lettore in un delirio di cadaveri rianimati chimicamente e con la geniale intuizione del: "Più sono freschi, più mantengono la loro umanità".

## Adattamenti
Il racconto è stato adattato a fumetti nel 1950 nella rivista Weird Science della EC Comics. Dynamite Entertainment ha invece prodotto una miniserie di quattro numeri intitolata Army of Darkness vs. Re-Animator, dove Herbert West incontra Ash Williams.
Nel 1985 Stuart Gordon ha diretto Re-Animator, un film horror ambientato in epoca contemporanea. Il film ha dato vita a due seguiti, Re-Animator 2 (in originale Bride of Re-Animator, 1990) e Beyond Re-Animator (2003). Mentre nel 2017 il regista Ivan Zuccon ha diretto un nuovo adattamento dal titolo Herbert West Reanimator.